# Tatra B3
Tatra B3 je typ československého vlečného tramvajového vozu, který vyráběla společnost ČKD Praha, závod Tatra Smíchov v 70. a 80. letech 20. století.

## Konstrukce
Jedná se o jednosměrný čtyřnápravový běžný (vlečný) tramvajový vůz. Konstrukčně vychází z tramvaje Tatra T3, které se velmi podobá. Odstraněno bylo stanoviště řidiče, jeho místo zaujaly sedačky. Může být spřahován nejen s jedním motorovým vozem (MV+VV), ale dokonce i se dvěma tramvajemi T3 (MV+MV+VV).

## Provoz
V letech 1973 až 1988 bylo vyrobeno celkem 122 vozů.
| Současný stát | Město    | Článek | Typ  | Roky dodávek | Počet vozů | Evidenční čísla při dodání | Poznámky |
| ------------- | -------- | ------ | ---- | ------------ | ---------- | -------------------------- | -------- |
| Chorvatsko    | Osijek   | článek | B3YU | 1982         | 4 kusy     | 8201 – 8204                |          |
| Německo       | Chemnitz | článek | B3D  | 1973 – 1988  | 62 kusů    | 701 – 762                  |          |
| Německo       | Schwerin | článek | B3D  | 1973 – 1988  | 56 kusů    | 301 – 347 351 – 359        |          |

## Historické vozy
- Schwerin (vůz ev. č. 359)
- Chemnitz (vůz ev. č.713, ex ev. č.714)